# لاسي نيلسن (لاعب كرة قدم)
لاسي نيلسن (بالنرويجية البوكمول: Lasse Nilsen)‏ هو لاعب كرة قدم نرويجي في مركز الدفاع، ولد في 21 فبراير 1995 في Bleik ‏ في النرويج. لعب مع ترومسو إيدريتسلاغ.

## وصلات خارجية
- لاسي نيلسن على موقع اتحاد النرويج (النرويجية)
- لاسي نيلسن على موقع قاعدة بيانات كرة القدم.إي يو (الإنجليزية)
- لاسي نيلسن على موقع Soccerway.com (الإنجليزية)